# Как Гомер гулял
«Homer’s Night Out» (с англ. — «Как Гомер гулял») — десятая серия первого сезона мультсериала «Симпсоны». Впервые вышла 25 марта 1990 года на телеканале «Fox».

## Сюжет
В начале серии Гомер с Мардж умываются в ванной и говорят о прошедшем корпоративе на Спрингфлдской АЭС. Они обсуждают помощника Гомера Юджина Фиска, влюбившегося в молодую девушку. Имя её не сообщается, но Гомер говорит, что её отношения с Юджином серьёзны. Барт тем временем читает журнал, натыкается на рекламу шпионской фотокамеры и решает её купить.
Следующее действие происходит через полгода после начала сюжета серии. Гомер говорит, что его пригласили на мальчишник, предшествующий свадьбе Юджина Фиска, который уже стал его начальником. Мардж с детьми решила в это время пойти в ресторан, причем по случайности вечеринка и семейный ужин Мардж и детей происходили в одном и том же ресторане «У Расти Барнопа».
Барт незадолго до этого получил заказанную им скрытую камеру и повсюду таскал её с собой. Ресторан не стал исключением. Барт случайно вошел в комнату, где собралась компания Юджина Фиска. Специально для него была приглашена стриптизёрша «Принцесса Кашмир». Сам Юджин с ней не танцевал, а вот Гомер согласился сделать это, за что жестоко поплатился: Барт заснял его танец на свою шпионскую камеру, а затем распространил фото по всему городу (не самовольно, а с «помощью» школьных друзей, которым он раздавал фотографии).
Мардж вскоре увидела эту фотографию и выгнала Гомера из дома. Когда он пришел к ней с извинениями, она сказала ему, что больше всего ей не нравится в этой истории то, что он даёт плохой пример своему сыну и хочет, чтобы он повёл Барта к той стриптизёрше и на её примере показал, что женщина является не только предметом физического вожделения мужчин, но и человеком со своими мыслями и желаниями. Обойдя несколько ночных клубов, Гомер нашёл «Принцессу Кашмир» и показал Барту то, как надо относиться к женщине.